# Fjord&Bælt
Fjord&Bælt est un oceanarium danois situé sur la côte est de l'île de Fionie, à Kerteminde. Ouvert en 1997, il mène des activités touristiques et de recherche scientifique. Le centre est le seul delphinarium du Danemark et l'une des deux structures européennes à présenter des marsouins communs (avec le Dolfinarium Harderwijk, aux Pays-Bas). Il présente par ailleurs des phoques communs et de nombreuses espèces de poissons.
Depuis 2006, il coopère avec l'université du Danemark du Sud sur le fonctionnement de Centre de recherche danois sur les mammifères marins. En 2013, il collabore avec le musée Naturama de Svendborg.

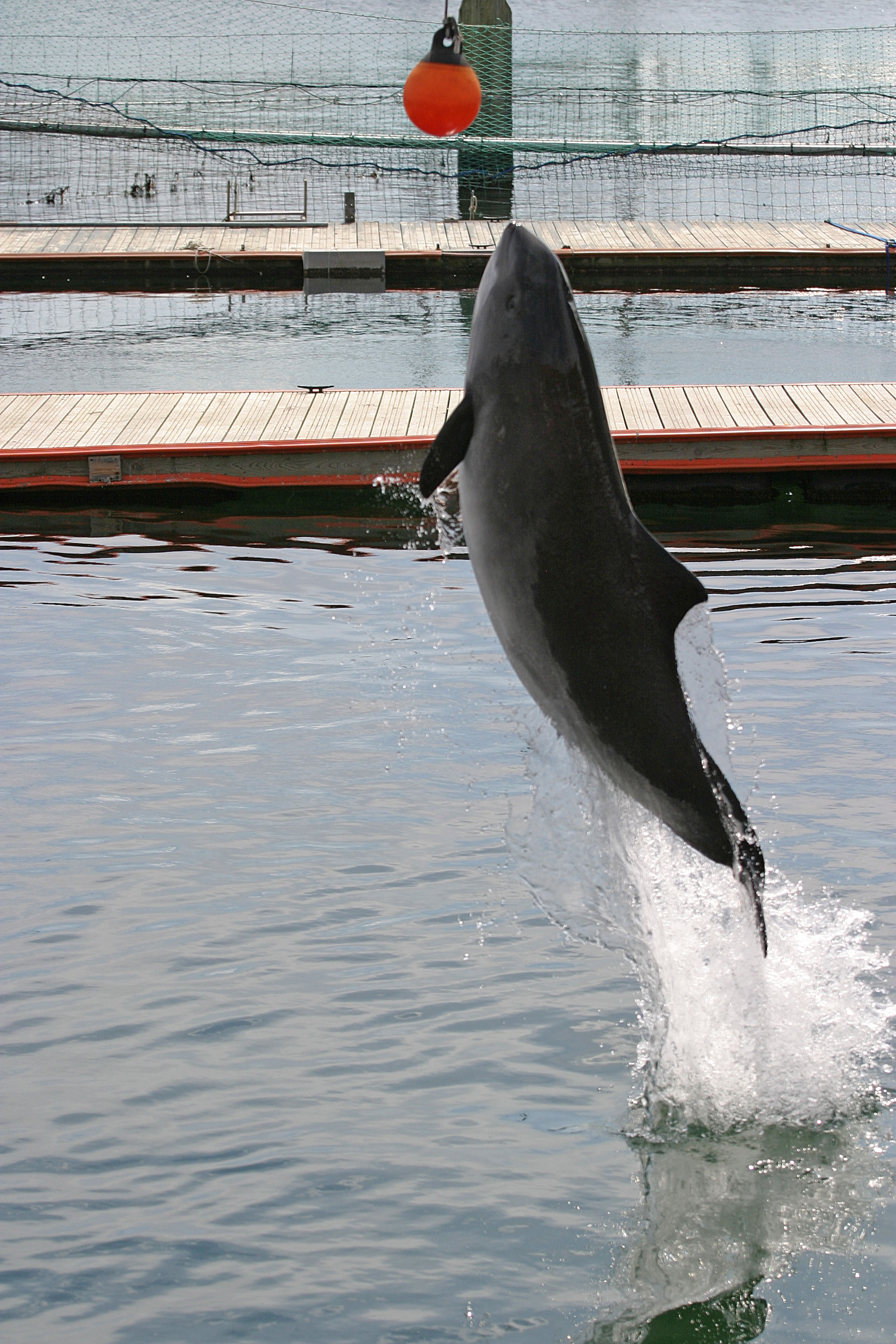
Marsouin commun sautant hors de l'eau.
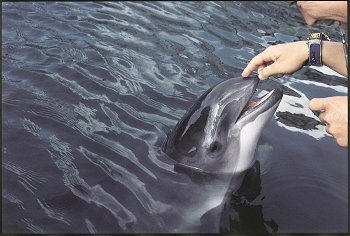
Un des marsouins du site.